# سرطانة الخلية الكبدية
السرطانة الخلوية الكبدية أو سرطانة الخلية الكبدية (بالإنجليزية:  Hepatocellular carcinoma)‏ هي الخباثة الرئيسية التي تصيب الكبد، غالبية حالات سرطانة الخلية الكبدية تنشأ نتيجة لالتهابات الكبد الفيروسية أو تشمع الكبد. في الدول التي لا تنتشر فيها التهابات الكبد الفيروسية؛ تكون النقيلة هي المسبب الرئيسي لسرطان الكبد.
يعتمد مآل سرطانات الكبد على عدة عوامل منها حجم الورم وتصنيف مراحله ومدى تمايز خلاياه. عادة ما تكون نتائج سرطانة الخلية الكبدية غير مشجعة، حيث يمكن ل10-20 % فقط من الحالات أن تشفى بعد استئصال الورم، إذا لم يمكن استئصال الورم فإنه يكون قاتلاً خلال 3-6 شهور. يعزى سوء مآل سرطانة الخلية الكبدية إلى تأخر الكشف عنها نظراً لتأخر ظهور الأعرض، كما يلعب غياب الخبرة الطبية ووسائل التشخيص الصحيح المبكر دوراً في تأخر تشخيص المرض وبالتاني سوء مآله.

## الأعراض
سرطان الكبد مثل أغلب أنواع السرطانات، لا تظهر أعراضُه في المراحل المبكّرة منه، ولذلك يصعبُ اكتشافه في هذه المرحلة، وتبدأ الأعراض بالظهور بعد تكوّن الخلايا السرطانيّة في الكبد ونموّها، لتصل إلى المراحل المتقدّمة من المرض، وهي كثيرة ويمكن الاستدلال عليها عن طريق ما يلي:
إذا شعر المصاب بالسرطان بألمٍ في منطقة البطن العليا جهةَ اليمين، خاصّة وأنّ الآلام قد تزدادُ لتشملَ مناطق أخرى، كمنطقة الظهر والأكتاف.
- ظهور نفخة في منطقة البطن.
- حدوث هزال، وفقد المريض وزنَه بشكل غير اعتياديّ في فترة قصيرة.
- فقد المصاب شهيّته.
- الإحساس بالإرهاق، والكسل، والإعياء الشديد.
- الإحساس بالغثيان، والتقيّؤ عند المصاب.
- تحوّل لون بشرة المصاب إلى اللون الأصفر، وذلك لانتشار العصارة الصفراويّة في الجسم وتحت الجلد؛ نتيجة الخلل في الكبد.
- حكّة في الجلد.
- إذا كان لونُ بول المصاب داكناً.
- في حالِ ارتفاع درجة حرارة المصاب التي قد تظهر بشكل متقطّع.
- براز أبيض طباشيريّ اللون.[7]

## عوامل الخطر
سرطان الخلية الكبدية غالبا ما يحدث في الأشخاص الذين يعانون من تليف الكبد، وبالتالي عوامل الخطر عموما تشمل العوامل التي تسبب أمراض الكبد المزمنة التي قد تؤدي إلى تليف الكبد. ومع ذلك، هناك عوامل خطر معينة ترتبط بشكل أكبر بكثير بسرطان الخلایا الکبدیة من غیرھا. على سبيل المثال، استهلاك الكحول الثقيل يسبب 60-70٪ من تليف الكبد، بينما الغالبية العظمى من سرطان الكبد يحدث بسبب التهاب الكبد الفيروسي. وتشمل عوامل الخطر المعترف بها ما يلي:
- التهاب الكبد الفيروسي المزمن (80٪ من حالات السرطان على مستوى العالم)
  - التهاب الكبد ب (حوالي 50٪ من الحالات)
  - التهاب الكبد C (حوالي 25٪ من الحالات)[9]
- السموم:
  - معاقرة الكحول: السبب الأكثر شيوعا لتليف الكبد.[8]
  - أفلاتوكسين
  - (فرط حمل الحديد)
- الأيض
  - مرض الكبد الدهني اللاكحولي: يصل إلى 20٪ إلى تليف الكبد [10]
  - السكري[11]
- الاضطرابات الخلقية:
  - عوز ألفا1 أنتيتريبسين
  - داء ويلسون [12][13][14]
  - هيموفيليا [15][16]

تتباين أهمية عوامل الخطر على الصعيد العالمي. في المناطق التي تتوطن فيها عدوى التهاب الكبد ب، مثل جنوب شرق الصين، يعتبر ذلك هو السبب السائد للسرطان. بينما في الولايات المتحدة يتم حماية المواطنين من التهاب الكبد ب باستخدام التطعميات ولذلك لا يعتبر التهاب الكبد ب هو السبب الرئيسي في حدوث السرطان وإنما البدانة وتعاطي الكحوليات بكثرة هو السبب الرئيسي للإصابة بسرطان الكبد.
قد ترتبط بعض أورام الكبد الحميدة، مثل الورم الحميد الكبدي بالتعايش مع سرطان الخلایا الکبدیة الخبيثة. هناك أدلة محدودة على حدوث حقيقي من الأورام الخبيثة المرتبطة بالأورام الحميدة. ومع ذلك، يعتبر حجم الورم الحميد الكبدي ليتوافق مع خطر الأورام الخبيثة.
الأطفال والمراهقين من غير المرجح أن يكون لديهم مرض الكبد المزمن، ومع ذلك، إذا كانوا يعانون من اضطرابات الكبد الخلقية، فان ذلك يزيد من فرصة تطوير سرطان الكبد. على وجه التحديد الأطفال الذين يعانون من رتق القناة الصفراوية، ركود صفراوي، وأمراض تخزين غلايكوجين، وأمراض الكبد الأخرى الكبدية مهيئة لتطوير سرطان الكبد في مرحلة الطفولة.
قد لا يكون لدى الشباب الذين يعانون من البديل النخاعي الليفي النادر من سرطان الكبد أي من عوامل الخطر النموذجية، أي تليف الكبد والتهاب الكبد.

## الوبائيات
تَسبَّب سرطان الكبد في عام 2010 عالمياً بوفاة 754000 شخص مُرتفِعا عن 460000 شخص عام 1990، الأمر الذي يجعله ثالث سبب للوفاة بين الّسرطانات بعد سرطان الّرئة وسرطان المعدة. في عام 2012 شكّلت حالات سرطان الكبد 7% من الحالات المشخّصة عند الّذكور، خامس أكثر سرطان يتم تشخيصه في ذلك العام. من حالات الوفاة 340000 بسبب التهاب الكبد الوبائي بي، 196000 بسبب التهاب الكبد الوبائي سي، و 150000بسبب الكُحول. سرطان الخلايا الكبدية كان الأكثر شيوعا، واتخذ توزيعاً جغرافياُ واضحاً حيث مثّلَت الّصين 50% من الحالات، وأكثر من 80% من الحالات التي شُخِّصَت في أفريقيا وشَرق آسيا كانت بِسبَب التِهاب الكبِد الوبائي بي.

معدلات الوفيات من سرطان الكبِد في إحصائيّة على فئة عمريّة موحَّدة حسب الّدولة لكل 100000 نسمة عام 2004 م
no data
<7.5
7.5–15
15–22.5
22.5–30
30–37.5
37.5–45
45–52.5
52.5–60
60–67.5
67.5–75
75–110
>110

سرطان القنوات الّصفراويّة كان له أيضاً توزيعاً جغرافياً واضحاُ حيثُ كانت أعلى الِّنسَب في تايلاند بِسبَب الّدودة المثقوبة الكبديّة.
في المملكة المتحدة يشكِّل سرطان الكبِد ثامِن أكثر السرَطانات انتشارا. والّسبَب الّثاني عشر للوفاة بِسبَب الّسرطان.

### أمريكا الشمالية وأوروبا الغربية
أكثر سرطانات الكبد هي لنقائل من الجهاز الهضمي خاصة سرطان الكولون، قلة من الحالات تكون سرطانة الخلية الكبدية ومعظم الحالات المكتشفة تكون عند مرضى مصابين بأمراض كبدية سابقة. نظراً للتقدم والإمكانات، فإن اكتشاف الحالات في هذه الدول يكون أبكر من مثيلاتها في باقي دول العالم ويتم كشفها عبر التحري بالتصوير بالتخطيط التصواتي .

### باقي دول العالم
في بعض بقاع الأرض وتحديداً وسط أفريقيا وجنوب شرق آسيا، فإن سرطان الخلية الكبدية هو أكثر السرطانات شيوعاً، ويكون نتيجة لانتشار عدوى التهاب الكبد الفيروسي (ب) و(ج)، الفترة الفاصلة بين حدوث التهاب الكبد الفيروسي ب وتكون سرطان الخلية الكبدية قد تمتد لأعوام طويلة، لكن الفترة من تشخيص السوطان إلى الموت تبلغ فقط 5,9 شهر في الصين و3 شهور في أفريقيا الوسطى.

## تكون المرض
مثل كل السرطانات؛ فإن نشأة السرطان تتبع طفرة جينية تأثر في ميكانيكية عمل الخلايا، مما يؤدي إلى زيادة في تنسخ الخلايا ومنع حدوث استموات الخلايا. يؤدي العدوى المزمنة بيفروسي التهاب الكبد (ب} و(ج) إلى الاستهداف المتكرر لخلايا الكبد (المصابة وغير المصابة) من قبل جهاز المناعة في الجسم، وتتكرر مراحل التضرر والإصلاح في خلايا الكبد مسببة تأثيرات مسرطنة.
تحدث سرطانة الخلية الكبدية في التهاب الكبد الفيروسي ج المزمن نتيجة تشمع الكبد، أما في حالات التهاب الكبد الفيروسي ب المزمن فتحدث سرطانة الخلية الكبدية نتيجة دمج الجينوم الفيروسي مع جينوم الخلايا المصابة التي لم تصل إلى مرحلة التشمع.
بالإضافة إلا التهابات الكبد الفيروسية والتشمع الكبدي وأمراض الكبد المتعلقة بالكحول فإن لداء البرفيرية بأنواعها وفرط تيروسين الدم دوراً في تكون سرطانة الخلية الكبدية. لذى يجب متابعة مرضى البرفيريا الحادة بشكل حثيث للكشف المبكر عن حدوث سرطانة الخلية الكبدية.

## التحري والتشخيص
لتشخيص سرطان الكبد قد يلجأ الطبيب لأحد الفحوصات التالية:
- الفحص السريري
- الفحص المخبري لكيمياء الدم
- فحص وظائف الكبد
- التصوير الاشعاعي ( X-ray ) للكبد
- التصوير المقطعي المحوسب ( CT ) 
- التصوير بالرنين المغناطيسي ( MRI )
- قد يحتاج الطبيب لأخذ خزعة من الكبد وتحليها مجهرياً ومخبرياً
تظهر سرطانة الخلية الكبدية عادة لدى المرضى المصابين التهابات الكبد الفيروسية (ب)و (ج) المزمنة في 20% من الحالات ولدى مرضى تشمع الكبد في 80% من الحالات. يعتبر المسح عبر التصوير بالموجات فوق السمعية أكثر طرق التحري استعمالاً لدى هؤلاء المرضى، إلا أن التصوير الطبقي المحوري هو أفضل طرق كشف سرطانات الكبد بمختلف أنواعها، يتم استخدام التصوير الطبقي المحوري مع التباين ويتم التصوير على 3 مراحل هي:
1. قبل حقن صبغة التباين.
2. مباشرة بعد حقن صبغة التباين.
3. بعد حقن صبغة التباين بفترة زمنية (20-45 دقيقة).

تبدو سرطانة الخلية الكبدية في صور التصوير الطبقي المحوري كواحدة من الأنماط التالية:
- ورم أوحد كبير.
- عدة أورام صغيرة.
- ورم غير واضح الحدود مع نمو ارتشاحي.

تتميز سرطانة الخلية الكبدية بفرط واعئيتها مما يعطيها نمطاً مميزاً تسهل مشاهدته من خلال التصوير الطبقي المحوري حيث يكتسب الورم صبغة التباين بسرعة كبيرة.
يمكن الاستعاضة عن التصوير الطبقي المحوري بالتصوير بالرنين المغناطيسي إلا أنه أكثر كلفة وأقل انتشاراً مما يجعل اعتماده كوسيلة مثلى للكشف عن السرطان متعذراً.

## الوقاية
للوقاية من سرطان الكبد يحب اتباع التدابير الوقائية التالية :
- ممارسة التمارين الرياضية بشكل يومي ودوري وتقليل الوزن الزائد
- تناول طعام صحي ومتوازن
- الابتعاد عن القلق والتوتر
- الإقلاع عن التدخين
- عدم شرب المشروبات الكحولية
- اخد مطاعيم أمراض إلتهاب الكبد الوبائي

## العلاج
جميع أنواع سرطان الكبد هي من بين الأمراض التي من الصعب معالجتها. في حالات قليلة، يتم اكتشاف السرطان الأولي في الكبد في مرحلة مبكرة - المرحلة التي تكون فرص معالجته جيدة. كذلك، تصعب معالجة سرطان الكبد الثانوي أو نقائل (Metastases) سرطان آخر قد انتشرت وانتقلت إلى الكبد، وذلك لأن السرطان في هذه الحالة يكون قد انتشر وتفشى.
زيادة على ذلك، فإن الشبكات المعقدة للأوعية الدموية وقنوات المرارة في الكبد تصعّب إجراء الجراحة. يرتكز علاج سرطان الكبد على تحسين شعور المريض ومحاولة إطالة حياته.
يمكن إزالة الأورام التي تم اكتشافها في المراحل الأولية، بواسطة الجراحة. ويكون المرضى الذين يتم اكتشاف الورم لديهم في مراحل أولية أصحاب أكبر فرص الشفاء. للأسف الشديد، في معظم حالات سرطان الكبد لا يمكن إجراء الجراحة، وذلك إما لأن السرطان قد أصبح في مرحلة متقدمة، وإما لأن الإصابة هي وخيمة جدا مما يحول دون قدرته على الصمود في الجراحة.
في حالات معينة يمكن تقليص حجم الأورام بواسطة المعالجة الكيميائية (Chemotherapy)، مما يمكن من إزالتها، بعد ذلك، بواسطة الجراحة.
من الممكن القيام بهذه العملية ذاتها، أحيانا، بواسطة الإيثانول (Ethanol)، بدلا من المعالجة الكيميائية. لا تتوفر إثباتات على أن المعالجة الكيميائية التالية للجراحة تزيد من فرص نجاة المريض. المرضى الذين نجحت معالجتهم فتراجع المرض لديهم إلى حالة الهدأة، ينبغي أن يظلوا تحت المراقبة والمتابعة اللصيقتين، وذلك للتأكد من عدم معاودة المرض ومن طرق العلاج :
- المعالجة بالتبريد (Cryotherapy): طريقة علاجية يتم خلالها تجميد الورم، والكيّ بواسطة طاقة موجات الراديو (RFA) بهدف إبادة الورم، وهي طريقة يمكن استخدامها في حالات معينة من سرطان الكبد.[45][46]
- المعالجة الإشعاعية (Radiotherapy) - يمكن تنفيذ هذه العلاجات بطرق عدة، غير أن لها محدوديات، وذلك نظرا لانخفاض قدرة الكبد على تحمل الإشعاع. يستعمل الإشعاع لتخفيف الأعراض خارج الكبد أو لتخفيف الألم في الكبد، عن طريق تقليص الورم. في العلاج بواسطة الإصمام (Embolization)، يتم استخدام المعالجة الكيميائية أو المعالجة الإشعاعية، لوقف تزويد الورم بالدم. يمكن استعمال هذه الطريقة لمعالجة أورام كبيرة الحجم.[47][48]
- زرع الكبد: هو خيار محفوظ لمعالجة المرضى الذين يعانون من سرطان الكبد والتليف الكبدي معا. هناك خطر كبير في هذه العملية، ولكن فيها أيضا فرصا للشفاء.[49][50]

يشمل سرطان الكبد المتقدم استعمال علاج واحد بشكل مركّز. يمكن أحيانا وقف انتشار السرطان والتخفيف من الأوجاع، بواسطة استخدام المعالجة الكيميائية والمعالجة الإشعاعية بجرعات منخفضة. ولكن مع ذلك، فإن نجاح هذا النوع من العلاجات لهذا السرطان منخفضة.
يحصل معظم المرضى على مزيج من مسكّنات الأوجاع القوية وأدوية لتخفيف الغثيان والانتفاخ، أو لتحسين الشهية. يعتبر دواء سورافينيب (Sorafenib) هو الأول الذي يحقق تحسنا ملحوظا جدا في الوضع العام للمرضى المصابين بسرطان الكبد المتقدم، ومن غير الممكن معالجتهم بواسطة المعالجة الكيميائية.
يستطيع الأشخاص المصابون بسرطان الكبد المتقدم اختيار انضمامهم إلى أبحاث سريرية تفحص طرقا علاجية حديثة. تشمل هذه الأبحاث تجميد خلايا الورم بهدف إبادتها، استعمال وكلاء بيولوجيين (Biological agents)، مثل إنترفيرون (Interferon) أو إنترلوكين 2 (Interlokin 2) بهدف تحفيز جهاز المناعة على مهاجمة الخلايا السرطانية، بواسطة استخدام بروتينات اصطناعية أعدت خصيصا لإبادة أورام معينة.